# Алиса (Дисней)
Али́са (англ. Alice) — главная героиня диснеевского полнометражного мультипликационного фильма «Алиса в Стране чудес», снятого в 1951 году по мотивам сказки английского писателя и математика Льюиса Кэрролла «Приключения Алисы в Стране чудес». В классическом мультфильме 1951 года она была озвучена английской девочкой-актрисой Кэтрин Бомонт. В настоящее время её озвучиванием занимается американская актриса Хайнден Уэлч.

## Создание персонажа

### Дизайн
Анимацией героини занялись лучшие аниматоры студии Disney: Олли Джонстон, Марк Дэвис, Милт Каль и Джон Лаунсбери. Как и случае с Белоснежкой и Золушкой, для Алисы была назначена актриса на роль живой модели, 10-летняя Кэтрин Бомонт: её снимали на плёнку, а вскоре эту плёнку использовали для того, чтобы с её помощью, аниматоры могли создать движения для героини.

### Озвучивание
На роль Алисы Уолт Дисней пытался найти молодую актрису с «достаточно английским голосом, удовлетворительным английской аудитории... но и в то же время недостаточно английским чтобы не отталкивать американскую аудиторию». Изначально, роль Алисы предполагалось отдать маленькой американской актрисе Маргарет О’Брайен, но ей впоследствии было отказано. Но вскоре роль Алисы досталась молодой британской актрисе Кэтрин Бомонт.
Однажды Уолт Дисней вместе со своей женой Лилиан отправились на просмотр фильма «На острове с тобой» (1948), и там Дисней нашёл «свою Алису»: одну из второстепенных ролей в фильме играла именно Кэтрин Бомонт. Диснею молодая актриса показалась именно такой, какой ему представлялась Алиса: «волнистые блондинистые волосы, ярко-голубые глаза, чопорность и нужный акцент — британский, но в то же время не слишком британский».

## Появления

### Алиса в Стране чудес (фильм Тима Бёртона)
В фильме Тима Бёртона, Алиса появляется как 19-летняя девушка со спокойным характером и успокаивающим голосовым тоном, но одновременно и «не вписывающаяся в Викторианские общество и структуру». Её возвращение в Страну Чудес, «также становится для неё обрядом, чтобы она смогла найти себя». При создании характера Алисы, сценарист студии Disney, Линда Вулвертон внимательно изучила поведение девушек в Викторианской эпохе, и сделала его противоположным тому. 
Прослушивание
В январе 2008 года известная своим скандальным нравом Линдси Лохан выступила в прессе с требованием отдать ей главную роль, но ей отказали. На роль Алисы прослушивалось довольно много кандидаток, таких как Фрэнсис Бин Кобейн, но девушка отказалась от роли, сославшись на подготовку к поступлению в университет. На роль также пробовалась известная молодая актриса Дакота Блю Ричардс. Однако из-за разницы в возрасте (сценарий предусматривал 18-летнюю героиню) и ряда сюжетных поворотов, включающих романтическую линию между Алисой и Безумным Шляпником, 14-летней Блю Ричардс было отказано.
Вскоре на роль Алисы была выбрана актриса Миа Васиковска. 
Шестилетнюю Алису играет Майри Элла Чаллен.